# Nové Dvory (okres Kutná Hora)
Nové Dvory (Duits: Neuhof, ter onderscheiding van andere plaatsen met dezelfde naam soms Nové Dvory u Kutné Hory genoemd) is een Tsjechische vlek (městys) in de regio Midden-Bohemen, en maakt deel uit van het district Kutná Hora. Nové Dvory telt 932 inwoners (2023). In Nové Dvory bevindt zich het slot Nové Dvory.

## Geschiedenis
- 1370 – De eerste schriftelijke vermelding van Nové Dvory.
- 2014 – De gemeente Nové Dvory krijgt (opnieuw) de status vlek.[1]

## Fotogalerij

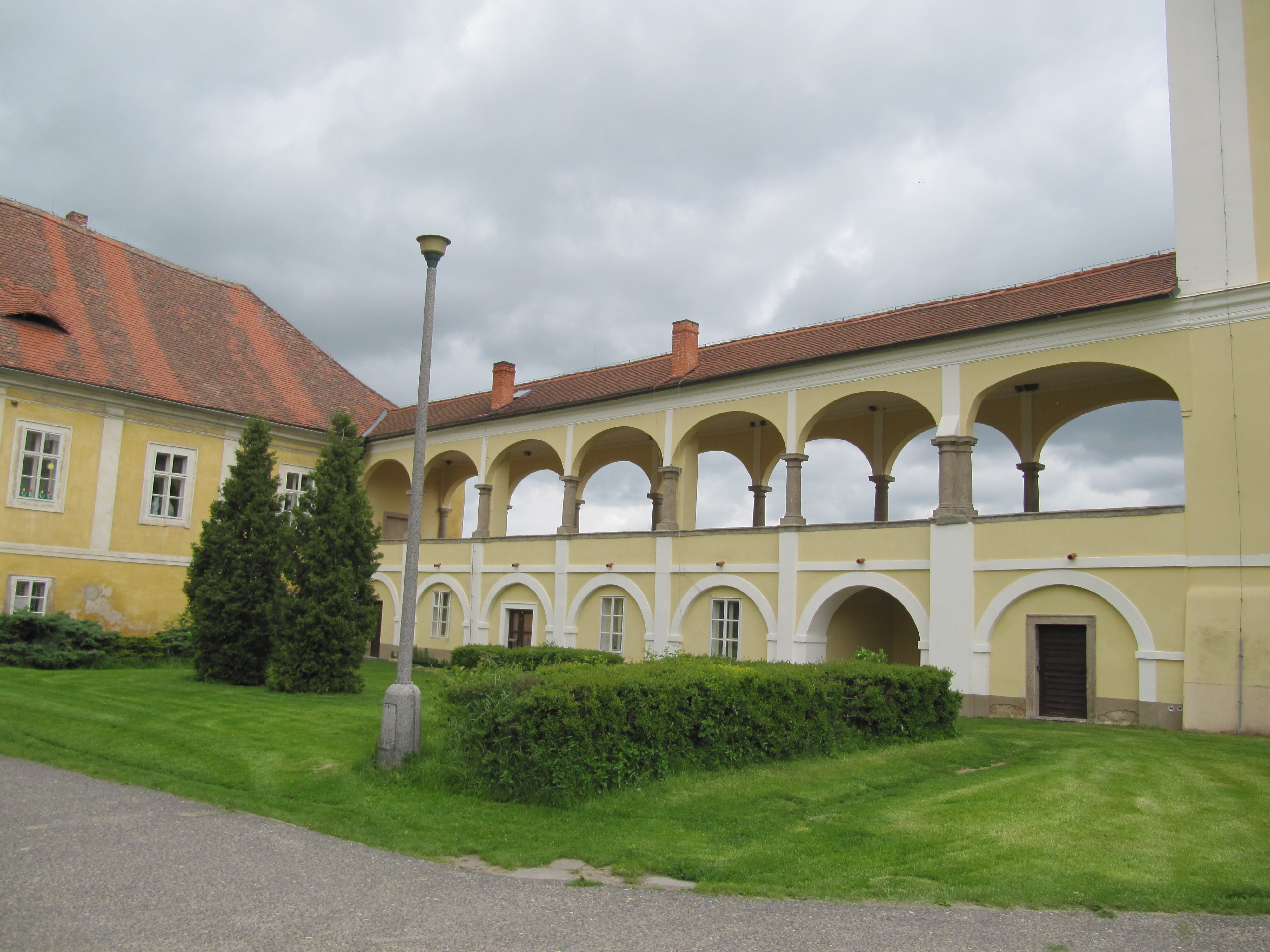
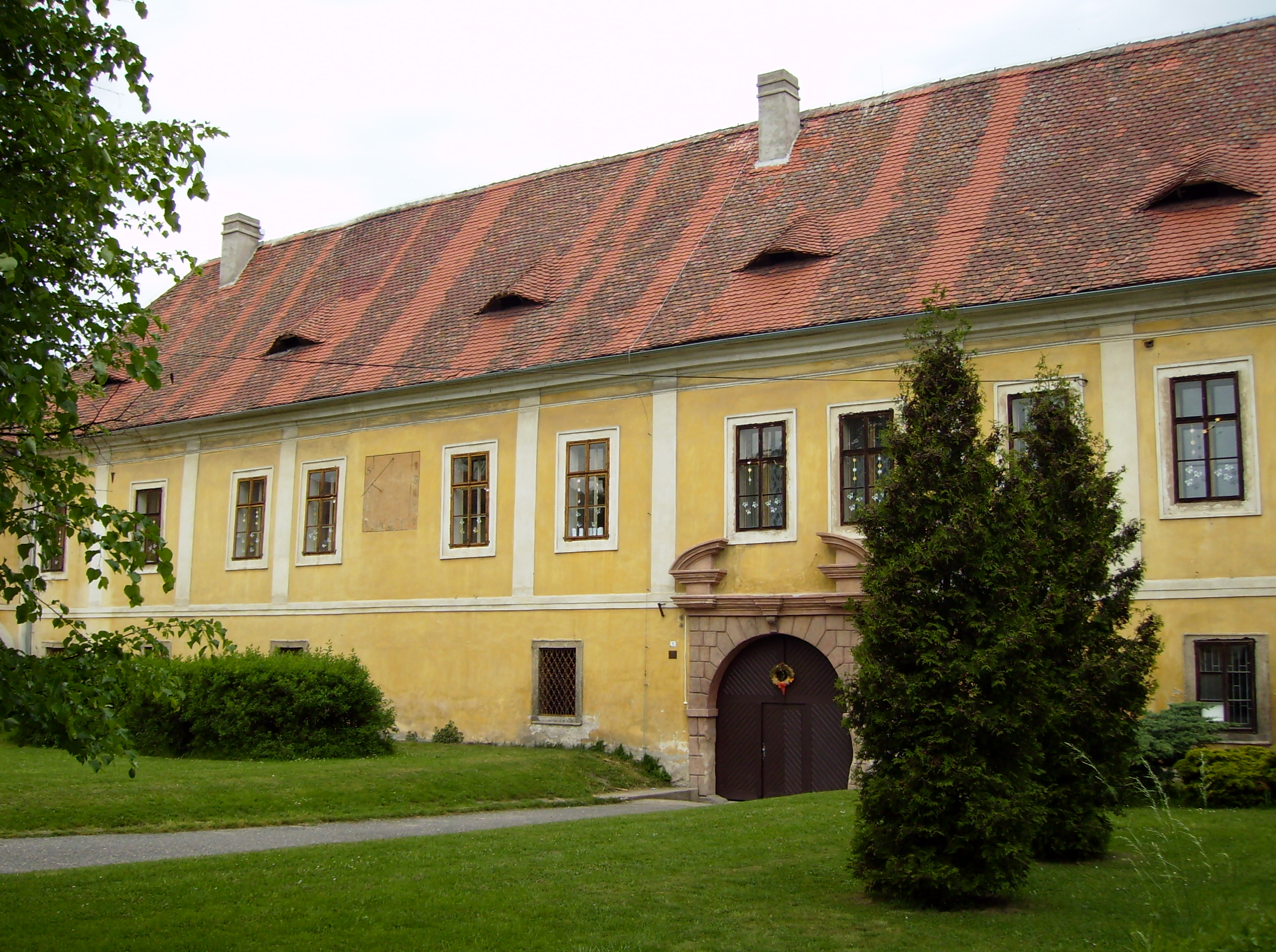
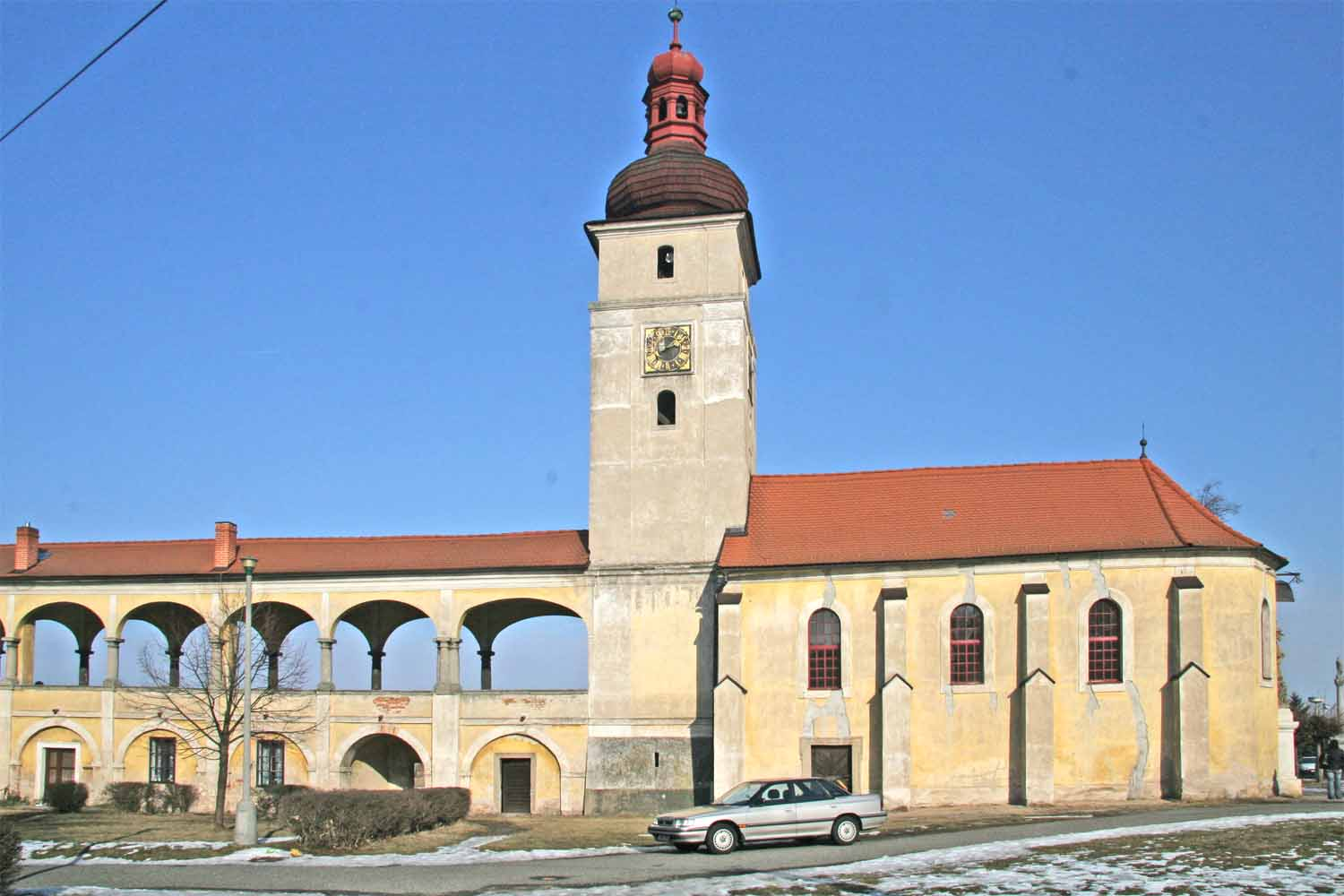
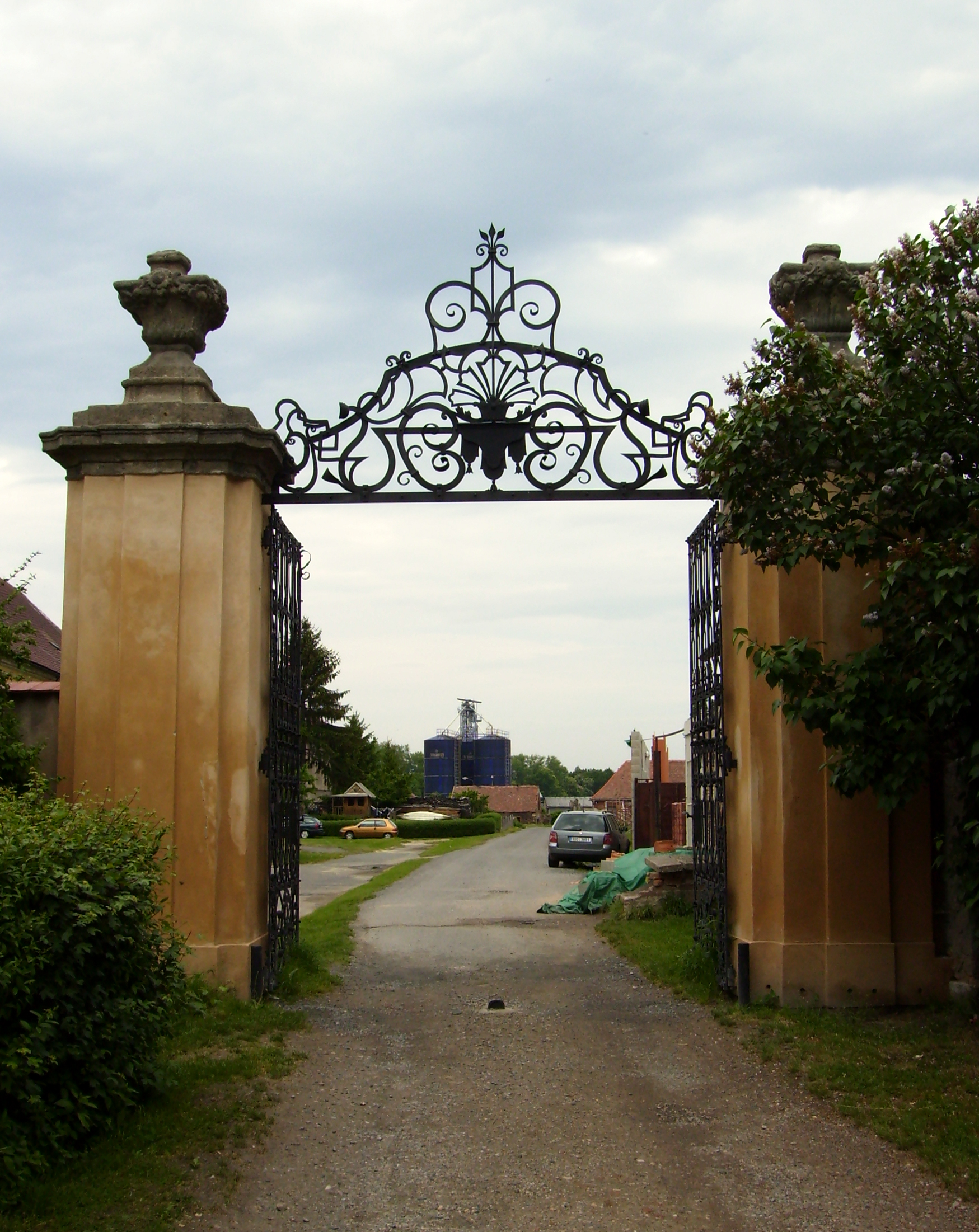
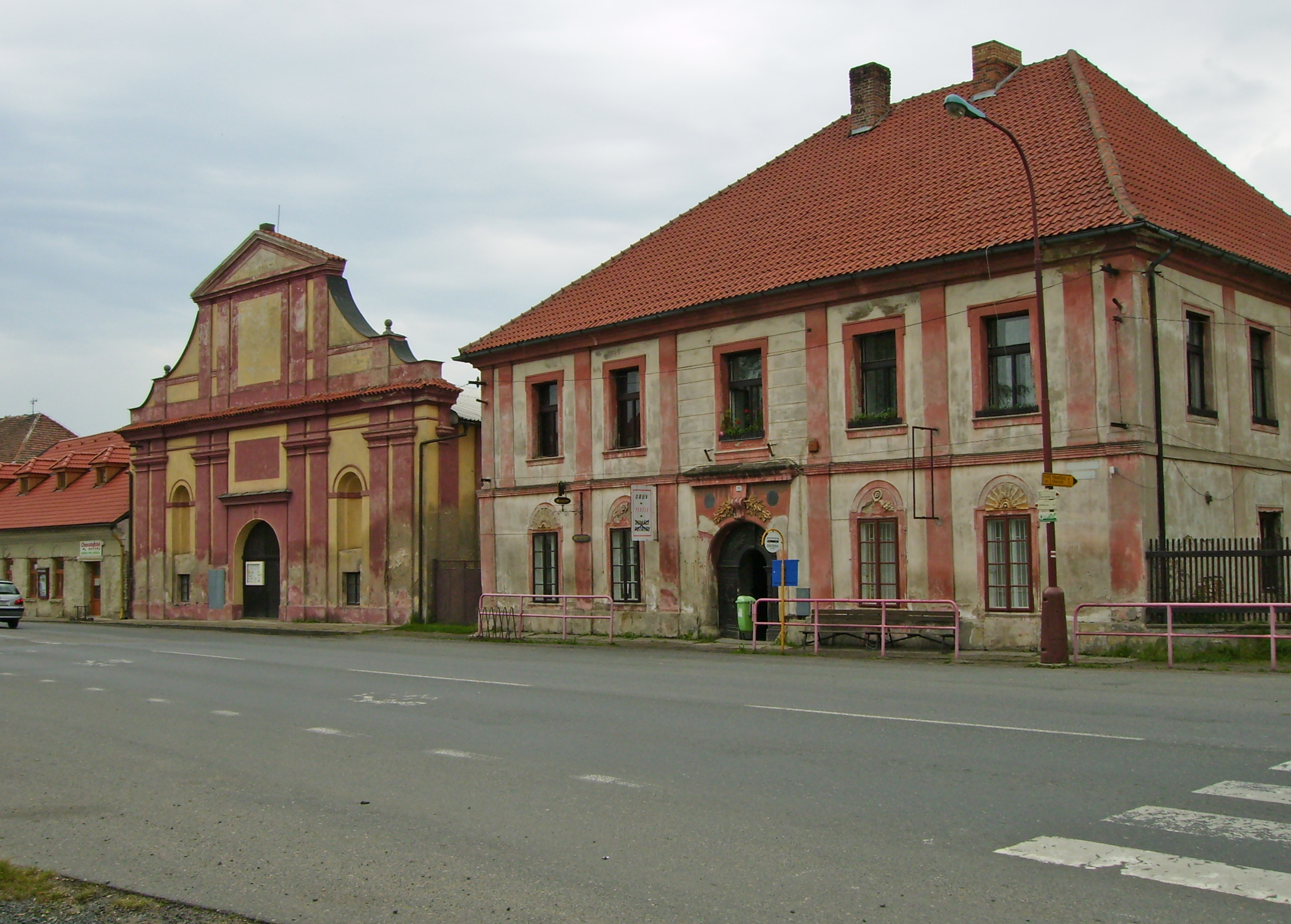
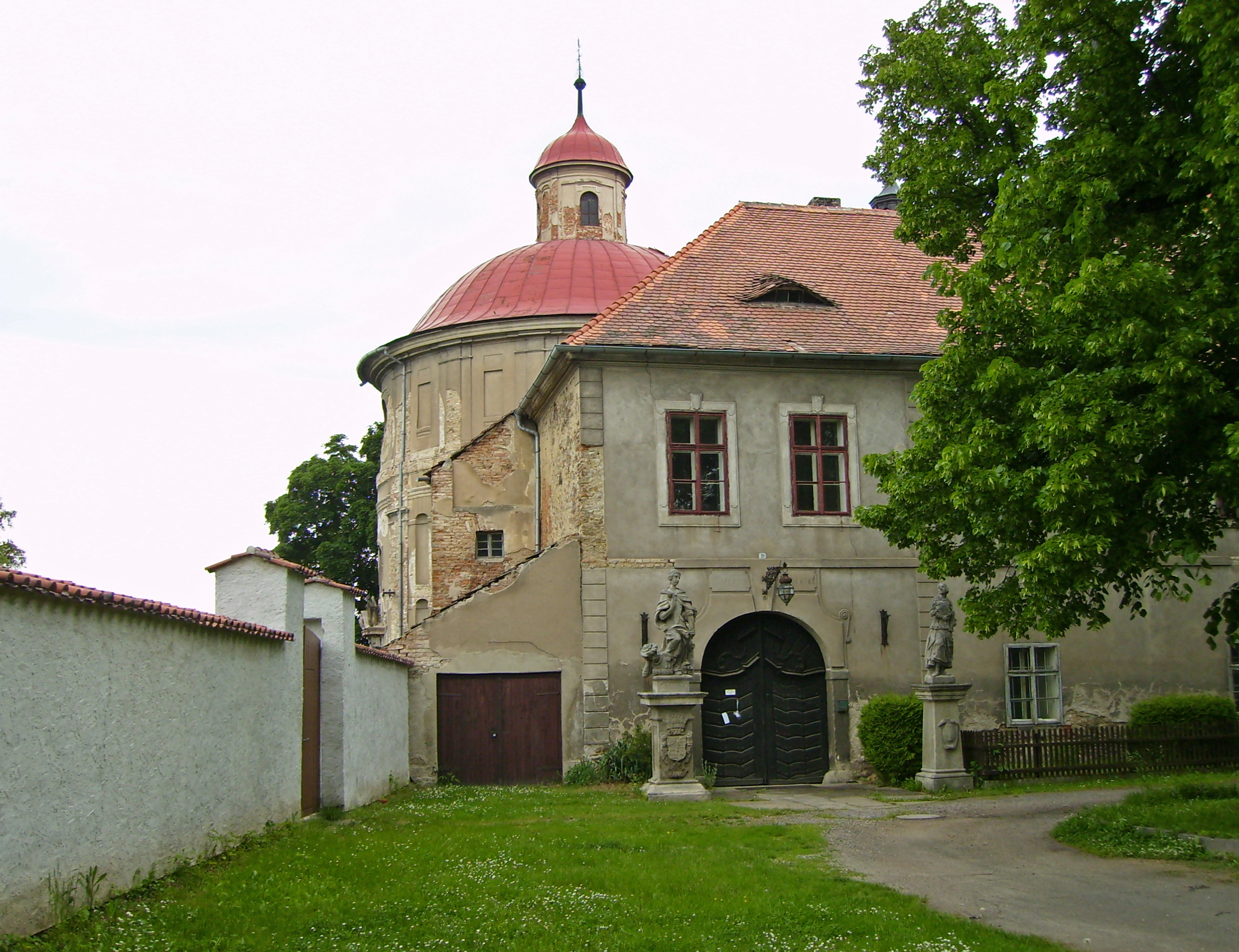
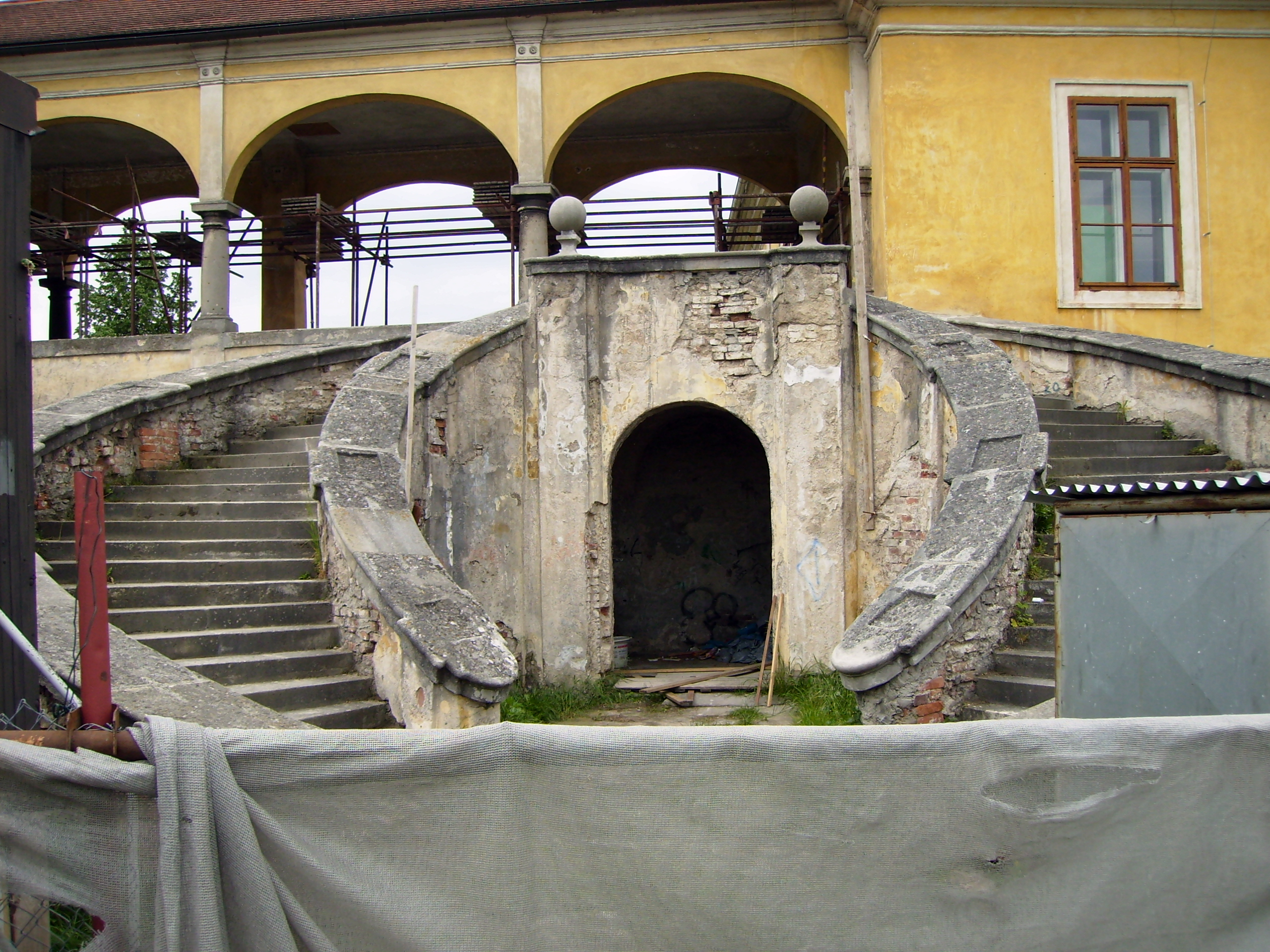